# Estación de Benzenschwil
La estación de Benzenschwil es una estación ferroviaria de la comuna suiza de Benzenschwil, en el Cantón de Argovia.

## Historia y situación
La estación de Benzenschwil fue inaugurada en el año 1881 con la puesta en servicio del tramo Muri - Rotkreuz del Aargauische Südbahn Ruppeswil - Immensee por parte del NOB en colaboración con el Schweizerische Centralbahn (SCB). En 1902 ambas compañías pasarían a ser absorbidas por SBB-CFF-FFS.
Se encuentra ubicada en la zona norte del núcleo urbano de Benzenschwil. Cuenta con dos andenes laterales a los que acceden dos vías pasantes.
En términos ferroviarios, la estación se sitúa en la línea Rupperswil - Immensee, también conocida como el Aargauische Südbahn. Sus dependencias ferroviarias colaterales son la estación de Muri hacia Rupperswil y la estación de Mühlau en dirección a Immensee.

## Servicios ferroviarios
Los servicios ferroviarios de esta estación están prestados por SBB-CFF-FFS:

### S-Bahn Argovia
En la estación efectúan parada trenes de una línea de la red S-Bahn Argovia:
- S 26 Aarau/Lenzburg – Wohlen – Muri – Rotkreuz